# جون كالاهان (لاعب كرة قاعدة)
جون كالاهان (بالإنجليزية: John Callahan)‏ هو لاعب كرة قاعدة أمريكي، ولد في 30 سبتمبر 1878 في فيلادلفيا في الولايات المتحدة، وتوفي بنفس المكان في 20 يونيو 1952.

## وصلات خارجية
- جون كالاهان على موقعبيزبول رفرنس.كوم (الدوري الرئيسي) (الإنجليزية)
- جون كالاهان على موقعبيزبول رفرنس.كوم (الدوري الثانوي) (الإنجليزية)